# Andrey Lyapchev
Andrey Tasev Lyapchev foi um político búlgaro da Macedônia, eminente participante do Partido Democrata Russófilo.
Como ministro das Finanças, ele estava diretamente encarregado da difícil missão do governo com o primeiro-ministro Aleksandar Malinov de concluir o cessar-fogo de Thessaloniki, com o qual a Bulgária está saindo da Primeira Guerra Mundial e que marca seu fim. Em um telegrama para Fernando I da Bulgária Guilherme II da Alemanha, ele escreveu em texto simples: Vergonha - 62.000 sérvios decidiram o resultado da Primeira Guerra Mundial, esquecendo convenientemente as obrigações não cumpridas da Alemanha com a Bulgária (de jure) consagradas no Tratado de Bucareste (1918). 
Após a Primeira Guerra Mundial, Aleksandar Malinov foi duas vezes Primeiro Ministro da Bulgária e está entre os fundadores do Instituto de Ciência da Macedônia.